# Safet Nadarević
Pour les articles homonymes, voir Nadarević.
Safet Nadarević est un footballeur international bosnien né le 30 août 1980 à Cazin. Il évoluait au poste de défenseur central.

## Biographie

### En club
Safet Nadarević joue en Bosnie-Herzégovine, en Croatie, et en Turquie. Il évolue principalement avec les clubs d'Eskişehirspor et du NK Zagreb.
Il dispute 104 matchs en première division turque, inscrivant deux buts, et 98 matchs en première division croate, marquant un but. Il prend également part à la Coupe de l'UEFA (deux matchs) avec le club du FK Sarajevo.

### En équipe nationale
Safet Nadarević reçoit 30 sélections en équipe de Bosnie-Herzégovine entre 2001 et 2010. Toutefois, seulement 27 sélections sont officiellement reconnues par la FIFA.
Il joue son premier match en équipe nationale le 23 juin 2001, contre l'équipe de Bahreïn (victoire 0-1 à Shah Alam).
Il dispute dix matchs rentrant dans le cadre des éliminatoires du mondial 2010, pour cinq victoires, un nul, et quatre défaites.
Il joue également cinq matchs rentrant dans le cadre des éliminatoires de l'Euro 2008, et deux matchs comptant pour les éliminatoires de l'Euro 2012.
A noter qu'il n'est pas appelé en sélection pendant cinq ans, entre mars 2002 et mars 2007.